# Bremer Lagerhaus-Gesellschaft – Aktiengesellschaft von 1877
Die Bremer Lagerhaus-Gesellschaft – Aktiengesellschaft von 1877 ist die Komplementärgesellschaft der BLG Logistics Group AG & Co. KG, eines international tätiges Seehafen- und Logistikunternehmen mit Sitz in Bremen. Die Bremer Lagerhaus-Gesellschaft ist an der Börse notiert und wird von der BLG Logistics Group für die übernommene Haftung und für ihre Geschäftsführungstätigkeit vergütet.

## Geschichte
65 Kaufleute gründeten im Februar 1877 die Aktiengesellschaft. Ein wesentlicher Faktor war dabei der Wunsch Bremer Baumwoll-Händler nach einer verbesserten Lager- und Handelsinfrastruktur einschließlich der Möglichkeit, Orderlagerscheine und Warrants ausstellen zu können. Das Geschäft beschränkte sich auf Umschlag und Lagerung; der Transport von Waren gehörte nicht dazu. Fünf erste eigene Lagerhäuser gingen 1878 links der Weser im Sicherheitshafen – seit ca. 1900 landläufig als Hohentorshafen bezeichnet – in Betrieb. Für den frühzeitigen Anschluss an das Eisenbahnnetz sorgte die BLG selbst. Das Unternehmen lagerte im ersten Betriebsjahrzehnt vor allem Getreide und Hülsenfrüchte, Schmalz, Speck und Schweinefleisch, Tabak, Baumwolle, Schafwolle und Kaffee.
1888 dehnte die BLG die Tätigkeiten auf den neuen Freihafen rechts der Weser aus, der entsprechende Betriebsüberlassungsvertrag zwischen Bremen und der BLG datiert vom Mai 1888. Die BLG beeinflusste die Entwicklung der Hafenanlagen rechts der Weser bis zum Ersten Weltkrieg maßgeblich. Mit seiner Fertigstellung 1906 wurde sie auch im Überseehafen aktiv, der Betriebsüberlassungsvertrag wurde dafür angepasst. Ferner betrieb sie ab 1897 die Getreideverkehrsanlage. 1929 übernahm sie den Weserbahnhof. Als Reaktion auf die Auswirkungen der Weltwirtschaftskrise führte die BLG Anfang April 1932 das sogenannte Krümpersystem ein, das durch wechselnde Beurlaubungen von Arbeitern deren Arbeitslosigkeit verhindern sollte. Das System blieb bis Ende April 1935 in Kraft.

### 1933 bis 1945
Im Zuge der „Machtergreifung“ in Bremen wurde der langjährige Vorstandsvorsitzende Kurt Dronke, Mitglied der Fraktion der Deutschen Staatspartei in der Bremischen Bürgerschaft, im April 1933 aus seinem Amt gedrängt. Sein Nachfolger wurde ein NSDAP-Mitglied. Ähnlich erging es Carl Krüger, der dem Vorstand seit 1931 angehörte: Unter politischem Druck bat er im September 1933 um einen sechsmonatigen Urlaub, am 31. Mai 1934 trat er in den Ruhestand. Auf Basis der nationalsozialistischen Gesetzgebung wurden auch in Bremen alle unständigen Arbeiter des Hafens bei einem Gesamthafenbetrieb angestellt (in Bremen seit dem 25. Juni 1934: Hafenbetriebsverein in Bremen e. V.). Dieser wies den Hafenbetrieben, auch der BLG, Arbeitskräfte zu. Zu diesen Arbeitskräften zählten nach Beginn des Zweiten Weltkriegs auch Fremdarbeiter, Kriegsgefangene, Ostarbeiter, sowie zeitweilig auch Strafgefangene und KZ-Häftlinge. Anfang Januar 1941 verwüstete ein durch Brandbomben verursachtes Feuer das Verwaltungsgebäude der BLG. Spreng- und Brandbomben zerstörten bis Kriegsende einen Großteil des Hafens und seiner Anlagen (Lager, Speicher, Schuppen, Kräne, hydraulisches Gerät, Gleise, Leitungen, Getreideanlage, Weserbahnhof etc.).

### 1945 bis 1998
Die Behörden in der amerikanischen Besatzungszone entließen am 17. September 1945 zehn leitende Angestellte der BLG. Neuer Direktor der BLG wurde Carl F. Ewig. Die Wiederzulassung für Geschäftstätigkeiten erhielt das Unternehmen am 29. November 1945. Mit der fortschreitenden Instandsetzung des Hafens belebten sich die Aktivitäten der BLG. Zunächst konzentrierte sich das Geschäft vor allem auf den Überseehafen. Dann ging es um die Reparatur des Europahafens. 1950 wurde Wilhelm Daehne neuer Direktor der BLG. 1951 nahm der Weserbahnhof seinen Betrieb wieder auf. In der ersten Hälfte der 1950er Jahre begann ebenfalls der Betrieb des Kühlhauses am Holz- und Fabrikenhafen.

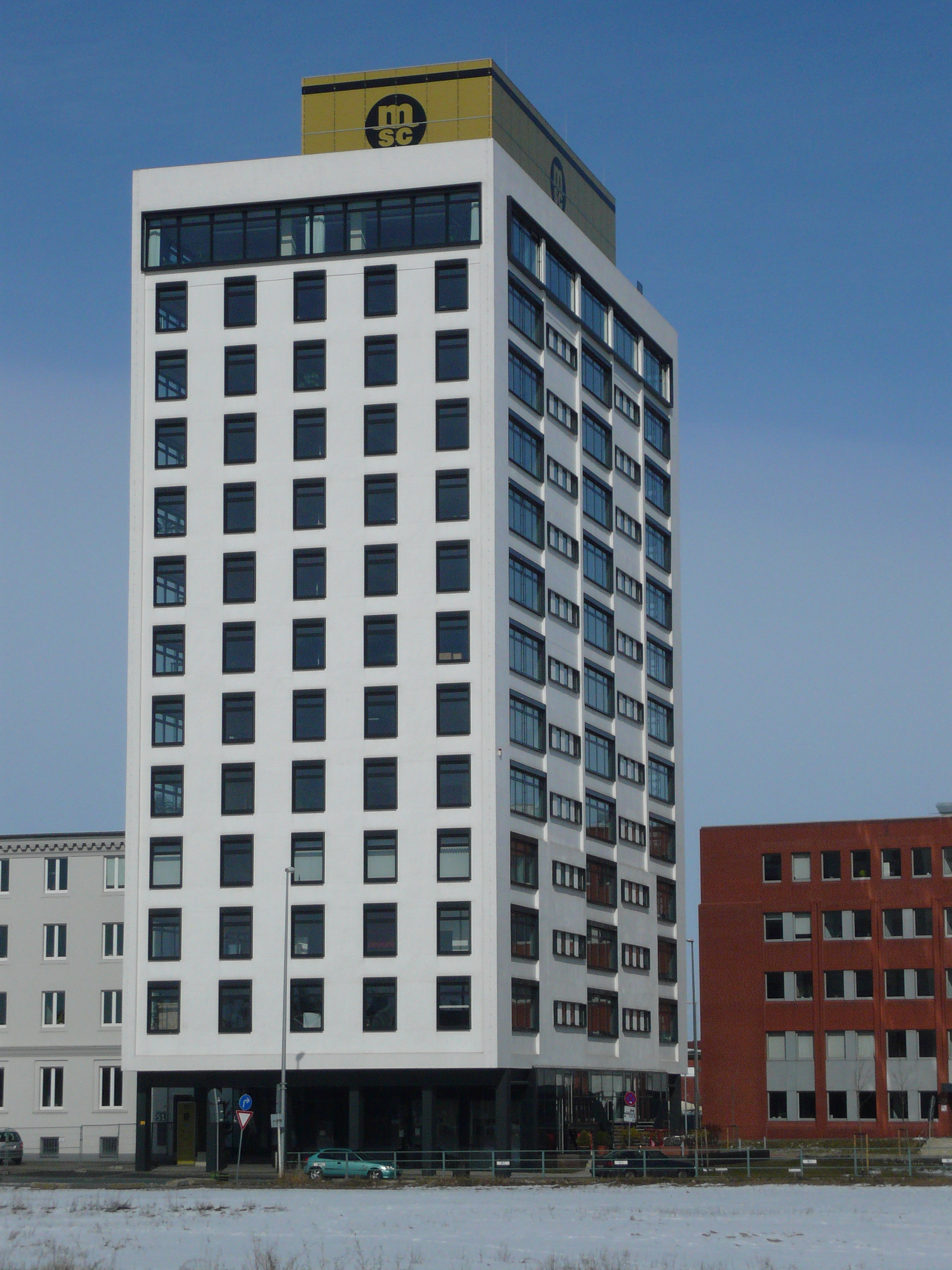
Hafenhochhaus Geschäftssitz ab 1961 (Aufnahme von 2010)

Ab Mitte 1953 führte die BLG auch die Regie in den Häfen von Bremerhaven. Das betraf den Kaiserhafen, die Columbuskaje, den Neuen Hafen und den Verbindungshafen. Der Nordhafen kam später hinzu. 1959 schlossen die Stadtgemeinde Bremen und die BLG einen Betriebsvertrag ab. In ihm wurde geregelt, dass die Stadt die Mehrheit der Anteile hält. Im selben Jahr wurde mit der ÖTV ausgehandelt, dass statt einer Verkürzung der Wochenarbeitszeit für die Schichtarbeiter in den Bremischen Häfen ein freier Tage im Monat gewährt wird. Für die Geschäftsjahre 1959 und 1960 zahlte die Aktiengesellschaft eine Dividende von 10 Prozent auf das Grundkapital von 252.000 DM. 1961 bezog das Unternehmen das neu errichtete Hafenhochhaus am Kopf des Überseehafens. Zwei Jahre später unterzeichneten die Stadt Bremen und BLG ein Vertragswerk, das dem Unternehmen ermöglichte, für erweiterte Aufgaben Fremdmittel auf dem Kapitalmarkt aufzunehmen. Auf diese Weise finanzierte es die erheblichen Aufwendungen für Bau und Betrieb des Neustädter Hafens (Betrieb ab 1965/1966) sowie für Bau und Betrieb des Container-Terminals in Bremerhaven (Bau ab 1968; Betrieb ab 1971). 1966 machte das erste in Europa erschienene Containerschiff, die Fairland, im Überseehafen fest. Seit 1967 bestand in diesem Hafen auch eine provisorische Anlage für RoRo-Schiffe; Ende 1973 stand eine solche im Europahafen dauerhaft zur Verfügung.
Bremerhaven wurde seit 1970 fahrplanmäßig von LASH-Mutterschiffen angelaufen. Ab Februar 1974 stand am Kopf des Überseehafens ein schwimmender Bargenliegeplatz bereit. 1979 übernahm BLG von der Anker Schiffahrtsgesellschaft die Umschlaganlage Kap Horn mit Zugang zur Weser sowie zum Industriehafen. Im selben Jahr war die RoRo-Anlage im Neustädter Hafen betriebsbereit.
Die BLG hatte in den 1980er Jahren Teil am boomenden Containergeschäft, das die gesamte Hafenwirtschaft umformte und insbesondere in Bremerhaven zum Ausbau des Terminals in mehreren Stufen führte. Der harte Wettbewerb drückte jedoch auf die Margen, auch bei der BLG. Die Rezession der Weltwirtschaft Anfang der 1980er Jahre führte zu Entlassungen von BLG-Beschäftigten im gewerblichen und kaufmännischen Bereich. Über Geschäftskontakte zu Volkswagen und später zu Daimler-Benz begann das Unternehmen mit Logistikdienstleistungen für die Automobilindustrie und verbesserte dabei seine Wertschöpfung, zunächst per Feinverteilung von Zulieferer-Material in die deutschen Werke, dann per Semi Knocked Down und Completely Knocked Down. Logistikdienste mit verbesserter Wertschöpfung übernahm die BLG seit 1980 auch für Minolta.
Die Überwindung der realsozialistischen Regime in Mittel- und Osteuropa Ende der 1980er / Anfang der 1990er Jahre brachte für die BLG deutliche Ladungsverluste im konventionellen Geschäft. Das Unternehmen geriet in die Krise. Ab 1998 wurde die organisatorische Struktur völlig neu gefasst: Mit der  Bremer Lagerhaus-Gesellschaft – Aktiengesellschaft von 1877 als Komplementärin entstand die neue Firma BLG Logistics Group AG & Co. KG.

### Seit 1998
Die neue Konzernstruktur wurde maßgeblich unter Detthold Aden (Vorstandsvorsitzender bis 2013) entwickelt. Bekannte Aufsichtsratsvorsitzende in der Zeit der Umstrukturierung waren der ehemalige Bremer Senator Josef Hattig (bis 2012) und der deutsche Bankmanager Stephan-Andreas Kaulvers (2012 bis 2018). Seit 2018 ist Klaus Meier, geschäftsführender Gesellschafter des Windpark-Projektierers wpd, neuer Aufsichtsratsvorsitzender.

## Organisationsstruktur
Frank Dreeke ist seit dem 1. Juni 2013 Vorsitzender des Vorstands, der insgesamt aus sechs Personen besteht. Klaus Meier ist Vorsitzender des 16-köpfigen Aufsichtsrates:
- Klaus Meier, Bremen (Vorsitzender), Geschäftsführender Gesellschafter der wpd Windmanager GmbH & Co. KG
- Sonja Berndt, Mitglied des Betriebsrates der BLG Logistics Group AG & Co. KG
- Karl-Heinz Dammann, Vorsitzender des Konzernbetriebsrates der Eurogate GmbH & Co. KGaA, KG und stellvertretender Vorsitzender des Betriebsrates der Eurogate Container Terminal Bremerhaven GmbH
- Heiner Dettmer, Geschäftsführender Gesellschafter der Dettmer Group KG
- Melf Grantz, Oberbürgermeister der Stadt Bremerhaven
- Martin Günthner, Senator für Wirtschaft, Arbeit und Häfen sowie Senator für Justiz und Verfassung der Freien Hansestadt Bremen
- Udo Klöpping, Leiter Personal der BLG Logistics Group AG & Co. KG
- Dietmar Strehl, Senator für Finanzen der Freien Hansestadt Bremen
- Wybcke Meier, Vorsitzende der Geschäftsführung der TUI Cruises GmbH
- Tim Nesemann, Vorsitzender des Vorstandes Finanzholding der Sparkasse in Bremen und Vorsitzender des Vorstandes der Sparkasse Bremen AG
- Klaus Pollok, Prozessmanager der BLG AutoTerminal Bremerhaven GmbH & Co. KG
- Stefan Schubert, Landesfachbereichsleiter der Vereinten Dienstleistungsgewerkschaft ver.di, Landesbezirk Niedersachsen-
- Dieter Strerath, Betriebsrat Bremen der BLG Logistics Group AG & Co. KG
- Reiner Thau, Vorsitzender des Betriebsrates der Eurogate Container Terminal Hamburg GmbH
- Patrick Wendisch, Geschäftsführender Gesellschafter der Lampe & Schwartze KG

## Aktien
1963 wurde das Grundkapital von 252.000 DM auf 5 Millionen DM erhöht. Die Stadtgemeinde Bremen hielt 51 Prozent der Aktien. Die Aktien wurden im Freiverkehr gehandelt und waren zunächst in Bremen notiert. Ende 1963 kostete eine Aktie 420 DM. Die Finanzkrise ab 2007 wirkte sich negativ aus. Am 29. September 2009 war der Aktienkurs auf ein historisches Tief von 7,25 Euro gefallen. Gegenwärtig werden die Aktien an den Börsenplätzen Berlin, Frankfurt am Main, Hamburg, London und München notiert.
Das Aktienkapital der börsennotierten Bremer Lagerhaus-Gesellschaft beträgt heute 9.984.000 Euro, es gibt 3.840.000 stimmberechtigte Aktien. Die Anteile verteilten sich im September 2017 wie folgt:
- Freie Hansestadt Bremen, Stadtgemeinde 63,0 %
- Finanzholding der Sparkasse in Bremen 12,6 %
- Waldemar-Koch-Stiftung 5,2 %
- Streubesitz 19,2 %

Bei den Aktien handelt es sich um nennwertlose Namensaktien. Die WKN lautet 526160, das Börsenkürzel ist BLH.
Im Februar 2019 wurde bekannt, dass die Beteiligung der Stadtgemeinde Bremen in Höhe von 12,6 % der Aktien, die bisher von der Bremer Landesbank gehalten wurden, an einen privaten Investor verkauft wurden. Informationen zum Kaufpreis wurde – auch auf Nachfrage in der Hauptversammlung am 12. Juni 2019 – nicht mitgeteilt.
Nunmehr stellt sich die Aktionärsstruktur wie folgt dar:
- Freie Hansestadt Bremen, Stadtgemeinde 50,4 %
- Finanzholding der Sparkasse in Bremen 12,6 %
- Panta Re AG 12,6 %
- Waldemar-Koch-Stiftung 5,9 %
- Streubesitz 18,5 %

Vorstand und Aufsichtsrat haben weniger als 1 Prozent der Aktien. Im Geschäftsjahr 2018 gab es keine meldepflichtigen Transaktionen (Directors’ Dealings).

## Persönlichkeiten
- Detthold Aden (* 1948), Vorsitzender des Vorstandes (1999–2013)
- Oswald Brinkmann (1930–2017), 1951 Kranführer, 1971 bis 1987 Bremer Senator für Häfen, Schifffahrt und Verkehr (SPD)
- Josef Hattig (1931–2020), 2006–2012 Aufsichtsratsvorsitzender, 1997–2003 Bremer Wirtschaftssenator (CDU)
- Walter Hübenthal (1927–2017), Manager der BLG und Politiker (SPD)
- Waldemar Koch (1891–1981), Großaktionär der BLG